# Hydra (Grèce)
Pour les articles homonymes, voir Hydra.
Hydra (en grec moderne : Ύδρα) est une ville de Grèce sur l'île d'Hydra dans le dème d'Hydra.

## Histoire
Située à 72 km au sud-ouest d'Athènes, sur la côte nord de l'île d'Hydra, la ville doit sa prospérité d'origine à son port considéré comme sûr. Fondée en 1470 par des Albanais qui fuyaient l'invasion ottomane, un tremblement de terre la ruine en 1837. 